# Danh sách tập phim Tháng Tư là lời nói dối của em
Tháng Tư là lời nói dối của em là một anime thể loại lãng mạn năm 2014 dựa trên manga cùng tên sáng tác bởi Arakawa Naoshi.

## Tập phim
| STT | Tựa đề                                                                                          | Đạo diễn                                  | Kịch bản       | Ngày phát sóng       | T.k    |
| --- | ----------------------------------------------------------------------------------------------- | ----------------------------------------- | -------------- | -------------------- | ------ |
| 1   | "Monotone/Colorful" Chuyển ngữ: "Monotōn/Karafuru" (tiếng Nhật: モノトーン / カラフル)          | Kyōhei Ishiguro                           | Takao Yoshioka | 9 tháng 10 năm 2014  | [ 1 ]  |
| 2   | "Friend A" Chuyển ngữ: "Yūjin Ē" (tiếng Nhật: 友人A)                                            | Takahiro Harada                           | Takao Yoshioka | 16 tháng 10 năm 2014 | [ 2 ]  |
| 3   | "Inside Spring" Chuyển ngữ: "Haru no Naka" (tiếng Nhật: 春の中)                                 | Kazuya Iwata                              | Takao Yoshioka | 23 tháng 10 năm 2014 | [ 3 ]  |
| 4   | "The Journey" Chuyển ngữ: "Tabidachi" (tiếng Nhật: 旅立ち)                                      | Ayako Kawano Kazuya Iwata Kyōhei Ishiguro | Takao Yoshioka | 30 tháng 10 năm 2014 | [ 4 ]  |
| 5   | "Cloudy Skies" Chuyển ngữ: "Donten Moyō" (tiếng Nhật: どんてんもよう)                           | Masashi Ishihama Takashi Kojima           | Takao Yoshioka | 6 tháng 11 năm 2014  | [ 5 ]  |
| 6   | "On the Way Home" Chuyển ngữ: "Kaerimichi" (tiếng Nhật: 帰り道)                                 | Yoshihide Ibata                           | Takao Yoshioka | 13 tháng 11 năm 2014 | [ 6 ]  |
| 7   | "The Shadow Whispers" Chuyển ngữ: "Kage Sasayaku" (tiếng Nhật: カゲささやく)                    | Takahiro Majima                           | Takao Yoshioka | 20 tháng 11 năm 2014 | [ 7 ]  |
| 8   | "Let it Ring" Chuyển ngữ: "Hibike" (tiếng Nhật: 響け)                                           | Hidetoshi Takahashi                       | Takao Yoshioka | 27 tháng 11 năm 2014 | [ 8 ]  |
| 9   | "Resonance" Chuyển ngữ: "Kyōmei" (tiếng Nhật: 共鳴)                                             | Miyuki Kuroki                             | Takao Yoshioka | 4 tháng 12 năm 2014  | [ 9 ]  |
| 10  | "The Scenery I Shared With You" Chuyển ngữ: "Kimi to Ita Keshiki" (tiếng Nhật: 君といた景色)    | Takahiro Harada                           | Takao Yoshioka | 11 tháng 12 năm 2014 | [ 10 ] |
| 11  | "Light of Life" Chuyển ngữ: "Inochi no Akari" (tiếng Nhật: 命の灯)                              | Kyōhei Ishiguro Takahiro Kawakoshi        | Takao Yoshioka | 18 tháng 12 năm 2014 | [ 11 ] |
| 12  | "Twinkle Little Star" Chuyển ngữ: "Twinkuru Ritorusutā" (tiếng Nhật: トゥインクル リトルスター) | Toshinori Fukushima                       | Takao Yoshioka | 8 tháng 1 năm 2015   | [ 12 ] |
| 13  | "Love's Sorrow" Chuyển ngữ: "Ai no Kanashimi" (tiếng Nhật: 愛の悲しみ)                          | Ayako Kurata                              | Takao Yoshioka | 15 tháng 1 năm 2015  | [ 13 ] |
| 14  | "Footsteps" Chuyển ngữ: "Ashiato" (tiếng Nhật: 足跡)                                            | Tomotaka Shibayama                        | Takao Yoshioka | 22 tháng 1 năm 2015  | [ 14 ] |
| 15  | "Liar" Chuyển ngữ: "Usotsuki" (tiếng Nhật: うそつき)                                            | Takeshi Yajima                            | Takao Yoshioka | 29 tháng 1 năm 2015  | [ 15 ] |
| 16  | "Two of a Kind" Chuyển ngữ: "Nitamo no Dōshi" (tiếng Nhật: 似たもの同士)                        | Miyuki Kuroki                             | Takao Yoshioka | 5 tháng 2 năm 2015   | [ 16 ] |
| 17  | "Twilight" Chuyển ngữ: "Towairaito" (tiếng Nhật: トワイライト)                                  | Ayako Kawano                              | Takao Yoshioka | 12 tháng 2 năm 2015  | [ 17 ] |
| 18  | "Hearts Come Together" Chuyển ngữ: "Kokoro Kasaneru" (tiếng Nhật: 心重ねる)                     | Toshimasa Ishii                           | Takao Yoshioka | 19 tháng 2 năm 2015  | [ 18 ] |
| 19  | "Goodbye, Hero" Chuyển ngữ: "Sayonara Hīrō" (tiếng Nhật: さよならヒーロー)                      | Kosaya                                    | Takao Yoshioka | 26 tháng 2 năm 2015  | [ 19 ] |
| 20  | "Hand in Hand" Chuyển ngữ: "Te to Te" (tiếng Nhật: 手と手)                                      | Takeshi Yajima                            | Takao Yoshioka | 5 tháng 3 năm 2015   | [ 20 ] |
| 21  | "Snow" Chuyển ngữ: "Yuki" (tiếng Nhật: 雪)                                                      | Ayako Kurata Tomotaka Shibayama           | Takao Yoshioka | 12 tháng 3 năm 2015  | [ 21 ] |
| 22  | "Spring Wind" Chuyển ngữ: "Harukaze" (tiếng Nhật: 春風)                                         | Kyōhei Ishiguro Miyuki Kuroki             | Takao Yoshioka | 19 tháng 3 năm 2015  | [ 22 ] |
| OVA | "Moments"                                                                                       | Kazuya Iwata                              | Takao Yoshioka | 15 tháng 5 năm 2015  | [ 23 ] |